# As-Sabunijja (Aleppo)
A-Sabunijja (arab. الصابونية) – wieś w Syrii, w muhafazie Aleppo, w dystrykcie Dżarabulus. W 2004 roku liczyła 666 mieszkańców.